# Riekoperla angusta
Riekoperla angusta är en bäcksländeart som beskrevs av Günther Theischinger 1985. Riekoperla angusta ingår i släktet Riekoperla och familjen Gripopterygidae. Inga underarter finns listade i Catalogue of Life.